# Слишком красива для тебя
«Сли́шком краси́ва для тебя́» (фр. Trop Belle Pour Toi) — французский кинофильм 1989 года. Обладатель четырёх премий «Сезар» и приза международного кинофестиваля в Каннах 1989 года.

## Сюжет
Если женщина красива, утончённа, загадочна, воспитанна, элегантна, вы сделаете всё, чтобы завоевать её, и будете гордиться этим самым удачным в своей жизни приобретением. Если женщина неприметна, грубовата, прямолинейна, проста, без вкуса одета, тогда вы, скорее всего, пройдёте мимо и никогда не вспомните о ней.
Казалось бы, только сумасшедший сможет увлечься простушкой и подчинить ей свою личность. Особенно, если жена у него — красавица, эталон совершенства, визитная карточка успешного мужчины. Но именно такой любовный треугольник создан Бернаром, вопреки логике, назло здравому смыслу. Это действительно похоже на помешательство, но ведь любовь — это и есть самая восхитительная форма безумия, и, возможно, в отношениях двух не созданных друг для друга людей и кроется решение неправильного уравнения страсти.

## В ролях
- Жерар Депардьё — Бернар
- Кароль Буке — Флоранс
- Жозиан Баласко — Колетт
- Дениз Шалем — Лорен
- Ролан Бланш — Марчелло
- Дидье Бенюро — Леонс
- Жан-Поль Фарр — Пианист
- Мириам Буайе —
- Флавьен Лебарбе —
- Филип Лоффредо —
- Стефан Оберген —
- Жан-Луи Кордина —
- Ришар Мартен —
- Филип Фор —
- Хуана Маркес —
- Франсуа Клюзе —